# Lucrezia del Monferrato
Lucrezia del Monferrato (Casale Monferrato, ... – Ferrara, 1508) è stata una nobildonna italiana.

## Biografia
Era figlia naturale di Guglielmo VIII Paleologo, marchese del Monferrato. Il padre provvide ad assegnarle in dote i castelli di Bistagno, Monastero, Cassinasco e San Giorgio. Nel 1481 venne investita di Castelletto d'Orba, ceduta poi agli Adorno. Durante la guerra contro i veneziani condotta dal duca di Ferrara Ercole I d'Este, Lucrezia si recò nel Monferrato con l'intento di radunare milizie per correre in suo soccorso. La pace di Bagnolo del 1484 rese vano il suo soccorso.
Morì a Ferrara nel 1508.

## Discendenza
Sposò in prime nozze l'11 ottobre 1464 Giovanni Bartolomeo del Carretto (?-1471), marchese di Bossolasco e già padre di quattro figlie da un precedente matrimonio. Non ebbero figli.
Rimasta vedova, si risposò l'11 giugno 1472 con Rinaldo d'Este, figlio illegittimo di Niccolò III d'Este, marchese di Ferrara e di Anna de Roberti. Ebbero due figli:
- Laura (?-1534), sposò in prime nozze nel 1494[5] Alfonso Calcagnini di Ferrara e quindi in seconde nozze nel 1505[6] Giovanni Sassatelli di Imola (1480-6 luglio 1539[7]), condottiero.
- Sigismondo, uomo d'armi al servizio di Cesare Borgia

## Ascendenza
|                                 |   |                       | Genitori            |  |  | Nonni |  |  | Bisnonni                  |  |  | Trisnonni                  |  |
|                                 |   |                       |                     |  |  |       |  |  | Teodoro II del Monferrato |  |  | Giovanni II del Monferrato |  |
|                                 |   |                       |                     |  |  |       |  |  | Teodoro II del Monferrato |  |  | Giovanni II del Monferrato |  |
|                                 |   | Elisabetta di Maiorca |                     |  |  |       |  |  | Teodoro II del Monferrato |  |  |                            |  |
| Giovanni Giacomo del Monferrato |   |                       |                     |  |  |       |  |  | Teodoro II del Monferrato |  |  |                            |  |
|                                 |   | Giovanna di Bar       | Roberto I di Bar    |  |  |       |  |  |                           |  |  |                            |  |
|                                 |   | Giovanna di Bar       | Roberto I di Bar    |  |  |       |  |  |                           |  |  |                            |  |
|                                 |   | Giovanna di Bar       | Maria di Valois     |  |  |       |  |  |                           |  |  |                            |  |
| Guglielmo VIII del Monferrato   |   | Giovanna di Bar       |                     |  |  |       |  |  |                           |  |  |                            |  |
|                                 |   | Amedeo VII di Savoia  | Amedeo VI di Savoia |  |  |       |  |  |                           |  |  |                            |  |
|                                 |   | Amedeo VII di Savoia  | Amedeo VI di Savoia |  |  |       |  |  |                           |  |  |                            |  |
|                                 |   | Amedeo VII di Savoia  | Bona di Borbone     |  |  |       |  |  |                           |  |  |                            |  |
| Giovanna di Savoia              |   | Amedeo VII di Savoia  |                     |  |  |       |  |  |                           |  |  |                            |  |
|                                 |   | Bona di Berry         | Giovanni di Valois  |  |  |       |  |  |                           |  |  |                            |  |
|                                 |   | Bona di Berry         | Giovanni di Valois  |  |  |       |  |  |                           |  |  |                            |  |
|                                 |   | Bona di Berry         | Giovanna d'Armagnac |  |  |       |  |  |                           |  |  |                            |  |
| Lucrezia del Monferrato         |   | Bona di Berry         |                     |  |  |       |  |  |                           |  |  |                            |  |
|                                 | … | …                     |                     |  |  |       |  |  |                           |  |  |                            |  |
|                                 | … | …                     |                     |  |  |       |  |  |                           |  |  |                            |  |
|                                 | … | …                     |                     |  |  |       |  |  |                           |  |  |                            |  |
| …                               | … |                       |                     |  |  |       |  |  |                           |  |  |                            |  |
|                                 |   | …                     | …                   |  |  |       |  |  |                           |  |  |                            |  |
|                                 |   | …                     | …                   |  |  |       |  |  |                           |  |  |                            |  |
|                                 |   | …                     | …                   |  |  |       |  |  |                           |  |  |                            |  |
| …                               |   | …                     |                     |  |  |       |  |  |                           |  |  |                            |  |
|                                 |   | …                     | …                   |  |  |       |  |  |                           |  |  |                            |  |
|                                 |   | …                     | …                   |  |  |       |  |  |                           |  |  |                            |  |
|                                 |   | …                     | …                   |  |  |       |  |  |                           |  |  |                            |  |
| …                               |   | …                     |                     |  |  |       |  |  |                           |  |  |                            |  |
|                                 |   | …                     | …                   |  |  |       |  |  |                           |  |  |                            |  |
|                                 |   | …                     | …                   |  |  |       |  |  |                           |  |  |                            |  |
|                                 |   | …                     | …                   |  |  |       |  |  |                           |  |  |                            |  |
|                                 |   | …                     |                     |  |  |       |  |  |                           |  |  |                            |  |